# Álvaro Rubio
Álvaro Rubio Robles (Logroño, 18 aprile 1979) è un allenatore di calcio ed ex calciatore spagnolo, di ruolo difensore.

## Carriera

### Club
Inizia la sua carriera nelle giovanili del Real Saragozza; nel 1998 entra a far parte della squadra B. Conquista per più d'una stagione anche il posto da titolare, come centrale di difesa. A seguito delle brillanti prestazioni, passa in prima squadra, ma non ottiene alcuna presenta in un intero campionato. Nell'estate del 2000 passa quindi all'Albacete, con la formula del prestito con diritto di riscatto. Con il club disputa la bellezza di 163 partite in campionato senza, tuttavia, andare in rete. Nel 2006 passa a titolo definitivo al Real Valladolid, squadra in cui militerà per un decennio.

### Nazionale
Ha militato per due anni nelle selezioni giovanili della Spagna, uno in quella Under-20 e l'altro nella Under-21, vincendo il campionato del mondo Under-20 Nigeria 1999.

## Palmarès

### Nazionale
- Campionato mondiale Under-20: 1

Nigeria 1999